# Три божественні скарби
Три божественні скарби (яп. 三種の神器, さんしゅのじんぎ / みくさのかむたから; сансю но дзінґі / мікуса но каму такара) — регалії Імператора Японії, символ його посади і влади. Складаються з дзеркала Ята, меча Аме-но-муракумо та нефритової маґатами Ясакані. За легендою передані синтоїстською богинею сонця Аматерасу своєму онуку Нініґі, нащадки якого заснували династію японських Імператорів. Вперше згадуються під 720 роком в «Анналах Японії» як «Три скарби». Термін «Три божественні скарби» закріпився після 14 століття.
В переносному значенні трьома божественними скарбами називаються комплект з трьох найдорожчих побутових предметів. Зокрема, з 1954 в післявоєнній Японії ними називалися пральна машина, пилосос і холодильник.